# Іван Богдан
Іва́н Бо́гдан (пол. Jan Bogdan, англ. Ivan Bohdan, також відомий як Лаврентій Богун, пол. Ławrientij Bohun, англ. Lavrentiy Bohun) — перший писемно зафіксований виходець із України, чия нога ступила на землю Американського континенту.

## Біографія
Вірогідно, родом із Коломиї. У 1608 році прибув до Джеймстауну (Вірджинія) з Європи на англійському кораблі «Марія та Маргарита». Цей факт згадано у книжці «Достовірні записки про подорожі й пригоди капітана Джона Сміта у Європі, Африці та Америці», том 2 (1630).
Іван Богдан був корабельним теслею, добре знався на виробництві скла і дьогтю — дуже цінної тогочасної мануфактури. Можливо, тому перша за океаном скляна гута була заснована саме в Джеймстауні.
У червні 1619 року група європейських заробітчан, серед яких був Іван Богдан, організувала перший у Джеймстауні страйк, вимагаючи від місцевої влади, аби їх зареєстрували як повноправних громадян міста та трактували нарівні з англійцями. Їхні вимоги задовольнили.
Подальша доля Івана Богдана невідома.

## Пам'ять
Українська діаспора у США вважає його першим українцем Америки і в середині 1970-х років ініціювала випуск поштової марки на його честь. Натомість польська діаспора вважає цю людину за русина (всі українці до XX ст. називалися русинами, тут мають на увазі вихідця із лемківщини, котрої в ті часи просто не існувало), або поляка-кашуба, тому що зафіксовано перебування на англійському вітрильнику, що йшов у Америку, члена екіпажу з неанглійським походженням на ім'я — Лаврентій Богун, корабельного лікаря.
Імовірно, вихідців з сучасної території України та етнічних українців в Америках було чимало й до утворення США та початку масової еміграції, зокрема у Громадянській війні в США у 1860-ті роки зафіксовано участь ще одного українця, генерала Івана Турчина, на прізвисько «Грізний козак», що став відомий після битви під Чікамоге 1863 року.
2008 р. чоловічий Клуб Коломийців (керманич Микола Савчук) ініціював у Коломиї відзначення 400-річчя приїзду Івана Богдана на американський континент. У рамках святкування видано 4 листівки (дві кольорові і дві чорно-білі, автори І. Бежук, М. Ганущак, О. Ясінська), горнятко-сувенір та книжку Миколи Савчука «Колумб з Коломиї» (Коломия: Вік, 2008. — 64 с.). Шостого листопада 2008 р. в середмісті встановлено пам'ятну таблицю Іванові Богдану, співак Олесь Семчук виконав пісню-баладу про Івана Богдана (слова М. Савчука, музика О. Семчука), а ввечері відбулася велика вечірка Клубу Коломийців з виставкою на тему Івана Богдана. Ця подія набула широкого розголосу в засобах масової інформації.